# Adalia bipunctata
Adalia bipunctata је инсект из реда тврдокрилаца (Coleoptera) и породице бубамара (Coccinellidae).

## Распрострањење и станиште
Настањује целу Eвропу (изузев Исланда). У двадесетом веку је успешно насељена и у Северну Америку. Има је у целој Србији, мада је знатно ређа на већим надморским висинама.

## Опис
Adalia bipunctata је мала бубамара која има две најчешће форме и још неколико варијанти. Најчешћа је форма typica, код које су покрилца црвена, наранџаста или жута, са по једном црном тачком на сваком. По тој форми је врста добила латинско име, а и код нас је неки зову двотачкаста бубамара. Друга честа форма је quadrimaculata и код ње су покрилца црна.. У делу до пронотума налазе се две веће црвене или оранж мрље, а позади су две мање кружне мрље исте боје. Тело јој је дугачко 3,5–5,5 mm.

## Значај
Ова врста се храни биљним вашима и другим ситним инсектима. Посебно се показала корисном на местима као што су стаклене баште. У Аустралију је увезена да би се спречило пренамножавање биљних ваши.

## Галерија
- форма typica
- форма quadrimaculata
- атипична форма
- Ларва
- Лутка
- Одмах након излегања